# Kadiri
Kadiri är en stad i den indiska delstaten Andhra Pradesh, och tillhör distriktet Anantapur. Folkmängden uppgick till 89 429 invånare vid folkräkningen 2011.